# All of You (album)
All of You este al treilea album de studio al interpretei americane Colbie Caillat. Materialul a fost lansat în vara anului 2011 în Statele Unite ale Americii.
Despre material artista afirmă că încă încorporează în muzica sa elemente folosite atât în Coco, cât și în Breakthrough, însă noul disc reprezintă „un nou capitol”. Sesiunile de înregistrări pentru album au luat startul în vara anului 2010 și au fost fnalizate în timpul turneului susținut în toamna aceluiași an. Campania de promovare a debutat februarie 2011, odată cu lansarea digitală a primului extras pe single al albumului, „I Do”. Cântecul s-a bucurat de succes, fiind aclamat de critici pentru tema abordată și ambianța creată, devenind și un succes în clasamente. În acest sens, compoziția a debutat în top 10 Billboard Hot Digital Songs imediat după lansare (ierarhia ce contorizează cele mai bine vândute piese din Statele Unite ale Americii) și a obținut locul întâi în lista celor mai difuzate cântece din Germania. Cel de-al doilea single al albumului a fost dee asemenea lansat înaintea materialului propriu-zis, acesta fiind intitulat „Brighter Than the Sun”, ce a fost distribuit de magazinele digitale începând cu 23 mai 2012. La fel ca și predecesorul său, cântecul s-a bucurat de aprecieri din partea criticilor de specialitate și a activat notabil într-o serie de ierarhii internaționale, primind și un disc de platină pentru vânzări de peste un milion de exemplare comercializate pe teritoriul S.U.A., devenind cea de-a patra reușită de acest fel a lui Caillat după „Bubbly”, „Realize” și „Fallin' for You”. Cele două cântece au sporit popularitatea albumului de provenință, All of You, care s-a bucurat de succes în clasamentele americane la scurt timp de la startul comercializării sale. Mai precis, discul a debutat pe locul șase în Billboard 200, devenind cea de-a treia astfel de reușită a solistei și a obținut prima poziție în ierarhia celor mai bine vândute albume în format digital, grație celor peste 70.000 de exemplare. La nivel mondial discul a activat modest, ocupând poziții de top 20 doar în țări precum Canada, Elveția, Germania sau Norvegia. Recenziile au fost preponderent favorabile, după cum indică Metacritic, care a afișat o medie de 72% calificative pozitive pentru material.
La un an de la promovarea șlagărului „Brighter Than the Sun” a fost lansat „Favorite Song”, al treilea extras pe single al discului de proveniență, însă nu s-a bucurat de succesul predecesorilor săi, activând modest în unele ierarhii secundare americane.

## Ordinea pieselor pe disc
Versiunea standard
1. „Brighter Than the Sun" (3:51)
2. „I Do" (2:53)
3. „Before I Let You Go" (3:35)
4. „Favorite Song" - în colaborare cu Common (3:46)
5. „What If" 	Caillat, Nowels, Jason Reeves 	3:45)
6. „Shadow" (3:20)
7. „Think Good Thoughts" (4:01)
8. „Like Yesterday" (3:27)
9. „All of You" (3:49)
10. „Dream Life, Life" (3:25)
11. „What Means the Most" (3:27)
12. „Make It Rain" (3:57)